# Hajdu Péter István
Hajdu Péter István (Debrecen, 1994. április 29. –) magyar színész.

## Életpályája
2014-ben érettségizett a debreceni Ady Endre Gimnázium drámatagozatán. 2014–2019 között a Színház- és Filmművészeti Egyetem hallgatója volt, zenés színész szakon. Diplomaszerzése után egy évet töltött a nyíregyházi Móricz Zsigmond Színházban. 2020-tól a szombathelyi Weöres Sándor Színház tagja.

## Fontosabb színházi szerepei
- Molnár Ferenc: A Pál utcai fiúk... Nemecsek Ernő (Vörösmarty Színház, 2017)
- Tamási Áron: Énekesmadár... Kömény Móka  (Pécsi Nemzeti Színház, 2018)
- 80 nap alatt a föld körül (Vörösmarty Színház, 2019)
- Rozsda avagy minden vérünk benne szárad... Ben (Szkéné Színház, 2019)
- Karinthy Frigyes: Tanár Úr kérem!... Steinmann (Móricz Zsigmond Színház, 2019)[6]
- William Shakespeare: Vízkereszt, vagy bánom is én... Fábián, Olivia háznépének tagja
- Jimmy Roberts – Joe DiPietro: Ájlávjú... Férfi 1
- Ion Luca Caragiale – Mohácsi István – Mohácsi János: Farsang avagy ez is mekkora egy tahó!... Zaharia, zsűritag
- Barta Lajos: Szerelem... Katonatiszt
- Heinrich von Kleist: Az eltört korsó... Ruprecht
- Molnár Ferenc – Dés László – Geszti Péter – Grecsó Krisztián: A Pál utcai fiúk... Csele
- Lipták Ildikó: Az ajándék... Tibi – 11 éves, 5. osztályos
- Bertolt Brecht – Kurt Weill: Koldusopera... Brown, London rendőrfőnöke
- Móricz Zsigmond – Tóth Réka Ágnes: Kivilágos kivirradtig... Doby Péter, Dobyék fia
- Samuel Bailey: Kutyabaj... Cain
- Jerry Bock: Hegedűs a háztetőn... Percsik, tanító
- Pintér Béla – Darvas Benedek: Gyévuska... Nyíri honvéd

## Film és sorozatszerepei
- Legyetek szeretettel (sorozat, 2023)